# Linear (álbum)
| Críticas profissionais | Críticas profissionais |
| Avaliações da crítica  | Avaliações da crítica  |
| Fonte                  | Avaliação              |
| ---------------------- | ---------------------- |
| allmusic               | [ 1 ]                  |

Linear é o primeiro álbum de estúdio do grupo de freestyle Linear, lançado em 1990 pela gravadora Atlantic Records.
O primeiro single do álbum, "Sending All My Love", se tornou a canção mais popular do álbum e do trio, chegando a posição #5 na Billboard Hot 100, e ganhando naquele mesmo ano o certificado de Ouro pelas mais de quinhentas mil cópias vendidas nos Estados Unidos. O segundo single, "Don't You Come Cryin'", embora não tenha repetido o sucesso do single anterior, conseguiu certo destaque, chegando a posição #70 na Billboard Hot 100. O último single, "Something Going On", não conseguiu sucesso.
Devido ao sucesso do primeiro single o álbum chegou a posição #52 na Billboard 200.

## Faixas
| N.º | Título                           | Duração |  |
| 1.  | "Sending All My Love"            | 3:54    |  |
| 2.  | "Something Going On"             | 3:41    |  |
| 3.  | "Heartache"                      | 4:34    |  |
| 4.  | "You're My Lady"                 | 4:13    |  |
| 5.  | "Dream About Me"                 | 3:46    |  |
| 6.  | "Lies"                           | 3:34    |  |
| 7.  | "Don't You Come Cryin'"          | 3:49    |  |
| 8.  | "I Never Felt This Way"          | 3:20    |  |
| 9.  | "Still in Love"                  | 4:48    |  |
| 10. | "Sending All My Love" (Club Mix) | 8:17    |  |

## Desempenho nas paradas musicais
| Parada musical (1990)          | Melhor posição |
| ------------------------------ | -------------- |
| Canadá (RPM 100 Albums)        | 37             |
| Estados Unidos (Billboard 200) | 52             |